# Kfar Hanassi
Kfar Hanassi (Hebreeuws: כפר הנשיא) is een kibboets in Israël. Hij is genoemd naar de eerste president van Israël: Chaim Weizmann. Kfar Hanassi betekent letterlijk “Het dorp van de president".
Kibboets Kfar Hanassi is gesticht in 1948. Het ligt aan de westoever van de Jordaan vlak bij de Hulavallei. De kibboets heeft 260 leden, 60 kinderen een 200 residenten. De belangrijkste commerciële activiteiten van de kibboets zijn de verbouw van avocado’s, sinaasappels en katoen. Ook heeft de kibboets een eigen fabriek waar men kranen maakt.
De kibboets beschikt over een zwembad, een theater, een disco, een tennisbaan, een klein park, een minimarkt en een gemeenschappelijke keuken en eetzaal.

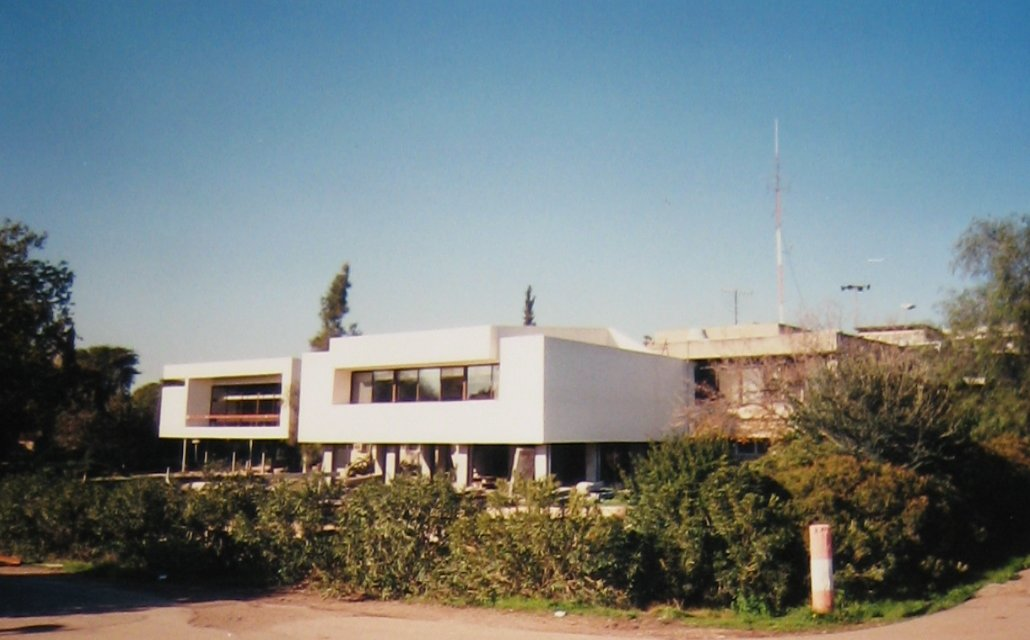
Centrale gebouw van de kibboets van Kfar Hanasi